# 역전재판 (애니메이션)
《역전재판 ~그 ‘진실’, 이의 있소!~》(逆転裁判 〜その「真実」、異議あり！〜 갸쿠텐 사이반 소노 신지쓰 이기 아리[*])는 캡콤이 제작, 판매하고 있는 비디오 게임 《역전재판》 시리즈를 원작으로 한 애니메이션 작품이다. 요미우리 TV·닛폰 TV 계열에서 2016년 4월 2일부터 9월 24일까지 Seoson 1이 방영되었고 2018년 10월 6일부터 2019년 3월 30일까지 Season 2가 방영되었다.

## 개요
2015년 9월 17일, 도쿄 게임 쇼에서 처음으로 제작 결정이 발표되었다.
같은 해 12월 19일에는 주역 캐릭터를 맡은 성우나 일부 스태프, 방송국 같은 자세한 정보가 발표되었고 공식 홈페이지가 개설되었다. 애니메이션으로 만들면서 과거 원작에서 연기하였던 성우가 아닌 새로운 성우를 들였다. 이번 작품에서는 《역전재판 5》 등 다수의 《역전재판》 관련 작품에서 목소리를 담당해 왔던 콘도 타카유키가 아니라, 카지 유키를 비롯한 새로운 성우진이 목소리를 맡았다.
이 작품은 변호사인 나루호도 류이치를 주인공으로 하고, 그 조수인 아야사토 마요이를 히로인으로 하는 《역전재판》과 《역전재판 2》, 《역전재판 3》를 베이스로 한 것이다.
2016년 4월 2일, 요미우리 텔레비전의 제작으로 요미우리 텔레비전과 닛폰 텔레비전 계열에서 방영이 개시되었고, 이후로는 매주 토요일 오후 5시 30분부터 오후 6시까지 방영된다. 또한 닛폰 텔레비전 계열 방송 종료 후부터 1주일(방송 시작 직전까지), 요미우리 텔레비전이 개설한 〈마이 동화(ytv MyDO!)〉에서 재생할 수 있다.
대한민국에서는 대원방송 계열채널인 애니박스, 애니원에서 자막판으로 방영하여 매주 토요일 8시 30분에 일본 YTV와 같은 날 방영되고 있으며, 애니원에서는 같은 날 밤 9시 30분에 시청자들의 인기리에 방영되고 있다.
대원방송측은 '역전재판' 자막판 시청자들의 우리말 더빙 요청에 힘입어 시청자가 직접 참여해 주연 성우를 뽑는 투표 이벤트를 진행하면서 화제를 모았다.
투표결과에 따라 최고의 성우이던 정재헌 성우가 캐스팅이 확정되었다. 이외에도 미츠루기 레이지 역에 구자형, 아야사토 마요이 역에 김하영 성우가 캐스팅되면서 '역전재판' 우리말 더빙판에 대한 기대가 더해지고 있다.
애니박스에서는 '역전재판' 오는 17일 저녁 6시 첫방송을 시작으로 매주 금요일 6시에 방영되며, 애니원에서는 다음 날인 18일 저녁 7시 첫 방송되며 매주 토요일 저녁 7시에 만나볼 수 있다.
요미우리 텔레비전 제작 전국 네트워크 애니메이션에서 게임 원작 및 캡콤 원작 작품이 방송되는 것은 《스트리트 파이터 II V》 이후로 20년 반 만의 일이다.
장소를 알려주는 자막이나 증언, 심문 개시할 때의 텔롭, ‘이의 있소!’의 문자나 ‘이의 있소!’를 잘못 사용하는 것, 판결 때의 죄상을 나타내는 문자, 무죄 판결할 때의 종이 흩날림 등, 원작을 의식한 연출도 볼 수 있다.

## 스토리
나루호도 류이치가 신인 변호사로 법조계에 발을 들이는 것으로부터 이야기가 시작된다.
스승 아야사토 치히로와 함께 첫 법정에 서는 나루호도의 첫 의뢰인은 초등학교 시절부터 친구인 야하리 마사시였다 . 치히로의 조언도 있어, 어떻게든 야하리의 무죄 판결을 이겼지만, 훗날 치히로는 살해되어 버린다. 치히로가 살해된 사건의 피고인은 여동생 아야사토 마요이였다. 마요이의 변호를 맡은 나루호도는 천재검사이면서 나루호도 의 옛 친구인 미츠루기 레이지와 대치한다.

## 원작 게임과의 차이점

### 기본 설정
- 나루호도가 출근하는 방법은 불명확했었지만 애니메이션에서는 자전거를 타고 재판소로 향하는 묘사가 있다.

### 스토리별
제1화 〈첫번째 역전〉
- 원작의 재판 일자는 8월 3일이었으나, 본작에서는 3월 26일로 되어 있다.
- 야하리 군이 죽고 싶어하는 묘사가 없어졌다. 또, 대기실에서 야하리와의 대화의 묘사도 없어졌다.
- 방송 시간 관계 때문인지 미카가 원조교제를 하는 설정이 편집되었다.
- 여행지에서 찍은 사진이 증거품에 추가되었다. 이로 인해 결정적인 증거품으로 사진과 미카의 여권이 표시되었다.
- 증인 야마노의 가발이 원작에서는 정체를 밝힐 때 스스로 나루호도에게 던지지만, 이 작품에서는 나루호도가 추궁을 강하게 하자 저절로 날아갔다.

제2화 〈역전자매〉
- 사건이 일어난 날은 원작에서는 9월 6일이었으나, 본작에서는 4월 3일이 되었다.
- 호시카게가 마요이의 변호를 거절하는 과정이 변했다.
- 도청기를 발견하는 위치가 바뀌었다.
- 원작에서는 마요이가 자신의 휴대전화를 이토노코기리 형사에게 증거품으로서 압수당하지만, 본작에서는 사건 다음날에 나루호도가 아야사토 법률사무소의 관엽식물의 화분 속에서 발견한다.
- 재판 전에 나루호도와 우메요는 대면하지 않는다. 또한 호텔 남자는 우메요의 방을 나왔을 때 엇갈리며, 첫 날 심리에 증인으로 출석하지 않았지만 심리가 끝난 후에 나루호도의 탐문을 받았다.
- 우메요가 진실이 파헤쳐졌을 때 눈물을 흘리지 않았다.
- 코나카가 나루호도를 때리지 않았다.

제3화 <역전의 토노사맨>
- 원작에서는 큐타가 토노사맨이 졌던 것을 법정에서 밝혔으나, 본작에서는 1차 무죄 판결 후 조사 과정에서 밝혔다.
- 큐타와 스탭의 트레이딩 카드 교환 장면이 삭제, 즉 스킵되었다
- 나루호도가 마요이의 전화를 받는 시간이 새벽(혹은 한밤중)에서 아침으로 바뀌었다.
- 큐타를 처음 만나는 것이 첫 법정 전이고, 만나는 곳도 스탭 에어리어가 아닌 입구 앞 풀숲이다.
- 이토노코 형사가 아줌마와 함께 양갱을 먹고 있었고 히메가미와 우자이가 첫 법정 전부터 등장한다.
- 나루호도와 마요이의 첫 법정 전 조사 과정이 거의 다 잘려나갔다.
- 조사 과정에서 마요이가 치히로를 영매하지 않고 그냥 조사에 참여한다.
- 오오바 카오루 외의 또 다른 경비원 캐릭터가 등장하였다. 다만 이쪽은 지나가는 단역.
- 나루호도와 마요이가 히메가미보다 우자이를 먼저 만나게 되어 만담이 잘려나갔다.
- 나루호도와 마요이가 우자이를 처음 만나는 곳이 분장실이 아닌 제1스튜디오이다.
- 우자이가 나루호도와 마요이와 만났을 때 대본을 찾고 있었다.
- 제2 스튜디오의 오두막의 위치가 입구를 기준으로 왼쪽이었다가 오른쪽으로 바뀌었다. 게임에서 보이는 시점을 고려하면 이쪽이 더 자연스럽기에 바뀐 듯 하다.
- 원작의 주요 증거물이었던 수면제라던가 티본 스테이크 접시 등이 전혀 나오지 않았다. 니보시가 식사하는 장면이 회상으로 잠깐 나오지만 먹고 있는 것은 티본 스테이크가 아니라 닭다리이다.
- 나루호도 일행이 토노사맨이 패배했다는 것을 법정 전에 알아차린다. 원작에선 법정에서 심문 중에 알아차렸다. 그리고 이상하다는 것을 눈치챈 것도 사진첩이 아니라 토노사맨이 아쿠다이칸의 모션을 했다는, 원작에는 없는 내용 때문이었다.
- 원작에서 우자이 감독이 공범이라 말하는 장면이 생략되었다.
- 원작에는 없던 사루마게돈 드립이 추가되었으며 원작에서 우자이 감독이 공범이라 말하는 장면이 생략되었다.
- 미츠루기가 나루호도와 함께 주도적으로 히메가미를 심문한다. 몇몇 지적도 미츠루기가 대신한다.
- 히메가미의 슬픈 과거사가 통째로 잘렸다. 덕분에 히메가미는 원작과 같은 불쌍한 악역이 아닌 그냥 악역이 되었다.

제4화 <역전, 그리고 안녕>
- TV에서 미츠루기 레이지에 대한 뉴스가 나오기 직전에 테이블에, 타치미 서커스의 맥시밀리언 갤럭티카에 대한 신문 광고가 스쳐지나간다.
- 나루호도와 마요이가 벤치에 앉아서 이야기를 나누는 장면에서, 나루호도가 뭔가 익숙한 병에 든 음료를 마신다.
- 호시카게 변호사가 DL6호 사건에 대해서 언급할 때 회상 장면이 추가되었다. 회상에서 등장한 미츠루기 신의 디자인은 역전검사 2의 이어받은 역전에서 등장한 일러스트와도 유사한 면이 있다.
- 나루호도와 호시카게가 대화하는 장면에서 어째선지 DL6호 사건의 BGM 후에 역전의 토노사맨 BGM이 사용되었다.
- 당시의 내용이 카루마 고에게 맞설 사람은 미츠루기 신 밖에 없었다고 한다. 호시카게는 카루마 고가 미츠루기를 데려간 것도 신을 인정했었기 때문이 아닐까 하고 추측하기도 한다.
- 나마쿠라가 하이네의 무죄판결을 얻어내는 방식이 다르다. 산소 결핍으로 인한 심신상실이 아니라, 증거(영매)가 비과학적이라 무효라 주장하여 무죄판결을 얻어 내는 걸로 바뀌었다. 그리고 경찰이 극비리에 영매를 행했다는 정보를 코나카 마사루에게서 구했다고 한다.
- 미츠루기가 DL6호 사건에 대해 언급한 나루호도에게 자신이 겪은 일에 대해 대강적으로 말해주며, 자신의 일이니 관여하지 말아달라고 하는데, 마요이가 나서서 자신의 어머니와 DL6호 사건의 관계를 언급하며 미츠루기를 설득한다.
- 원작에서 처음에는 유성을 촬영하고 있다고 했던 오오사와기 나츠미가 애니메이션에서는 나루호도와 마요이를 처음 만났을 때부터 자신이 효시를 촬영하고 있음을 밝히게 된다.
- 재판소를 향해가는 길에 미츠루기가 나루호도에게 카루마 고는 자기보다 10배는 나쁜 사내니까 방심말라고 조언해준다. 그 후 가던 길에 카루마와 만난 뒤에 다시 걸어가면서 자기보다 20배는 나쁘다고 다시 말한다.
- 원작에서는 나츠미가 효시를 찾아오라고 의뢰한 뒤 이토노코에게 금속탐지기를 받지만 애니에서는 이토노코가 금속탐지기로 수사한다. 게다가 낚싯대와 미사일이 언급되지 않는다. 또한 이때부터 마요이가 금속 탐지기를 계속 갖고 다니게 된다. 특히 법정에 출석할 시엔 항상 등에 매고 다니는 것으로 나온다. 그리고 금속탐지기가 변호사 배지와 깡통에 반응하는 장면이 추가되었다.
- 아저씨가 나루호도와 마요이에게 친히 차를 대접해주셨으며 카루마 검사가 나루호도와 마요이가 오기 전에 DL6호 사건 관련 자료를 싹 쓸어갔다. 이로 인해 재판 진행 당시 인물들의 행적과 증거물을 입수하는 과정도 달라지게 되었다.
- 나츠미가 찍은 사진의 시각이 0시 15분에서 0시 10분으로 변경되었다. 야하리가 총성을 들은 시간 11시 50분과 깔끔하게 딱 20분의 간격을 두려고 한 듯(...).
- 야하리가 총성을 들었던 장소가 호수로 변경되었다. 게임에서는 보트 대여점을 지나갈 때 총성을 들었다.
- 원작에선 나루호도가 바로 하이네 코타로에 대한 입증을 아무런 증거 없이 하려다가 앵무새인 사유리씨를 부르게 되었지만, 애니메이션에선 위에서 언급한 것처럼 미츠루기에게 복수하라는 편지를 그대로 갖고 있었기 때문에 이 편지의 존재와 DL6호 사건을 연계시켜 증인이 하이네 코타로임을 증명하려 했다.
- 원작에서 앵무새를 증인으로 소환하려는 변호인을 미친 놈 취급하는 묘사가 대폭 삭제됐다. 러닝타임에 맞추기 위한 것으로 보인다. 하지만 덕분에 재판장을 포함해 검사 측이 너무 쉽게 앵무새 증인을 받아들이는 듯한 모양이 되어 이상해졌다(...).
- 호시카게 소라노스케 변호사가 증인으로 나왔다. 호시카게가 증인으로 출석함에 따라, DL6호 사건에 대한 확실한 전말을 시청자에게 다시 설명해주는 한편 증인이 범인일 수 있는 동기를 재판장에게 주장할 수 있는 근거를 나루호도에게 제공하였다.
- 호시카게의 회상에서 영매된 미츠루기 신의 영혼이 원작에서는 자신을 쏜 것이 하이네라는 말만 하지만 애니에서는 아들 레이지가 무사한지 묻는 장면이 추가되었다. 또한 이 장면에서 영매하는 장소가 역전재판 2에서 차음 언급되는 쿠라인 마을의 '대면의 방'이다.
- 하이네 코타로의 지문을 대조하려 할 때 원작에서는 화학공장에서 일해서 지문이 없어졌다고 하지만, 애니에서는 사고로 화상을 입어서 지문이 없어졌다고 나온다. 그리고 이 때 하이네 코타로는 장갑을 낀 채로 손을 보여준다(...).
- 하이네 코타로가 정체를 드러낼 때 회상신이 나오는데, 나마쿠라 유키오 변호사와의 면회와 무죄 이후 나마쿠라 변호사가 더 이상 자신에게 오지 말라고 쓰레기 같은 표정으로 매몰차게 문전박대하는 장면, 그리고 약혼자 사유리가 유서를 남기고 창문으로 투신자살한 것까지 묘사되어서 처지가 더욱 더 비참해졌다. 나마쿠라 변호사가 원작보다 더 인간쓰레기가 된 건 덤.

제5화 <재회, 그리고 역전>
- 나루호도가 키리사키 선생에게 이야기를 듣는 곳이 원작에서는 나루호도의 사무실이었지만 애니에서는 쿠라인 마을로 가는 기차안으로 변경되었다. 다만 원작처럼 쿠라인 마을로 가는 버스를 타고 해당지점에 도착.
- 원작에서는 본격적으로 영매에 들어가기 전에 나루호도와 마요이가 마을 입구에서 만나 이야기를 나누었지만, 애니메이션에서는 서로 간단한 눈맞춤 정도만 했을 뿐, 마요이가 연행되기 전까지는 대화를 나누지 못했다.
- 키리사키 선생이 나루호도와 나츠미에게 대놓고 양복 안주머니 속의 권총을 보여준다. 「'하나카 미미의 영'이 악령이 되어 돌아올지라도 맞설 준비가 되어 있다.」는 발언과 함께(...)
- 나루호도가 마요이에게서 사이코 록에 쓰이는 곡옥을 받지 않아서 1일차 탐정파트에서는 사이코 록을 사용하는 장면이 나오지 않았다. 이에 따라 원작에서 나루호도가 첫째날 사이코 록을 통해 하나카 노도카에게 얻을 수 있는 정보를 오오사와기 나츠미로부터 듣게 되는 것으로 변경되었다.
- 나루호도가 구치소에서 마요이를 면회하는 동안 치히로가 영매되는 장면이 생략되어 '영체를 영매하고 있는 영매사는 꿈을 꾸지 않는다'는 단서를 듣는 장면이 등장하지 않았다.
- 하루미가 쿠라인 마을에서 재판소까지 발로 뛰어온 건지 기차를 타고 오게 된 건지는 나오지는 않았다. 게다가 원작과 달리 마요이 대신 이토노코 형사가 등장해 재판 전 법정 현관에서 상대 검사의 약력을 소개한다.
- 원작에서는 2일차 탐정 파트에서 알게 되는 사실이지만, 하루미가 소각로 근처에서 열쇠를 주웠다는 것을 법정 이전 쿠라인 마을에서 알게 된다.
- 이토노코 형사의 심문과 나츠미의 심문 사이에 쿠라인 마을에서 하나카 노도카와 아야사토 키미코가 사건의 진실을 나타내는 의미심장한 대화를 나누는 장면이 추가되었다.
- 처음부터 정면 모습이 찍힌 현장 사진이 제출된다. 그리고 구치소 내의 치히로 영매 장면 생략에 의해 구치소 면회 사진 제출은 없었으며 변호인이 구두로 검찰측 주장 일부를 수용하는 것으로 대체되었다.
- 마요이가 영매할 때 영매 의식에 필요하다며 '미코부리'라는 이상한 왕관 같은 걸 쓰고 나온다. 원작에서는 사진파일과 사건당시 옷에 있던 탄흔의 불일치를 지적하나 애니에서는 마요이가 쓰고 있던 이상한 왕관을 지적한다.
- 하루미에게 빙의된 치히로를 보고 재판장이 얼굴을 붉힌다. 철컹철컹 그리고 카루마 메이의 채찍이 작렬하며 소동은 끝나게 된다.
- 영체를 영매하고 있는 영매사는 꿈을 꾸지 않는다'는 단서를 듣는 장면이 구치소가 아닌 법정 피고인 대기실에서 이루어진다.
- 사건 당시 마요이가 입고 있던 옷과 사진에서의 옷에서는 탄흔이 남아있고 그렇지 않음의 차이가 제시되지 않았다. 이후 사진파일에 옷 소매에 탄흔이 생겼다.
- 하루미에게서 항아리 이야기를 듣는곳이 쿠라인 마을 저택에서 쿠라인 마을행 기차 안으로 변경되었다.
- 원작의 홋타 클리닉과 사칭 홋타 원장이 짤렸다. 따라서 사칭 홋타 원장에게서 얻게 되는 정보는 오오사와기 나츠미에게서 듣는 것으로 변경되었다.
- 나루호도가 옷 상자를 발견하는 장소가 원작에서는 하나카 노도카가 자고 있었다던 대기실이었으나, 애니에서는 저택의 창고로 변경되었다.
- 이번 시리즈의 원작인 역전재판 2에서 도입된 사이코 록이 애니메이션에 등장하지 않았다. 1st Trial에서부터 하루미가 영력을 집어넣은 곡옥이 등장하지 않았는데, 아마 애니메이션에서는 사용하지 않는 것으로 결정된 듯 하다.
- 사이코 록이 없었던 관계로 구치소에서 치히로와의 면담은 사라졌다. 하지만 나루호도 혼자서 키미코의 동기를 떠올리는 데 성공하고 나머지는 법정에서 스스로 찾아내었다.
- 아야사토 키미코의 독백이 생략되었고 그대신 나루호도 일행과 아야사토 키미코가 만나서 대놓고 자신이 하루미를 가문의 당주로 만드는 것을 포기하지 않을 거라는 말을 하는 장면으로 대체되었다
- 나루호도는 주인공 보정으로 참으로 운좋게 카루마 메이의 채찍 풀코스를 피해갈 수 있었다. 대신 원작에서 증언 이후에 등장이 없었던 키미코가 애니에서는 하루미를 힐난하는 카루마 검사에게 반발하여 카루마 검사의 채찍의 희생양이 되었다.

제6화 <역전 서커스>
- 하루미가 나루호도, 마요이와 함께 서커스를 관람하지 않았으며 맥스의 마술쇼 이외의 서커스 장면들이 나온다.
- 원작에서 직접 나오지 않았던 서커스단 멤버들이 잠깐 등장하여 맥스에 대한 험담을 하며 복화술사 벤이 복화술 인형 리로를 분실하지 않았다.
- 미리카의 반짝이 의상을 되찾는 장소가 토미의 방에서 서커스 천막으로 변경되었다. 원작과 달리 루사의 범행장면(?)을 나루호도가 목격하는 과정에서 옷을 되찾은 것이다.
- 첫째날 탐정파트에서 나루호도가 토미의 방에 출입하지 않는다. 이에 따라 원숭이 루사와 나루호도가 결투(?)하는 장소가 토미의 방에서 누군가의 방으로 변경되었다.
- 반지에 써있던 글자 'R이 M에게'가 '리로가 미리카에게'로 변경되었으며 사건 현장에서 이토노코 형사가 미츠루기와 관련된 이야기를 하지 않는다. 또한 나루호도가 벤(과 리로)의 증언을 법정이 아닌 현장에서 격파하고 원작에서 둘째날에 발견하게 되는 맥스의 흉상을 첫째날에 발견한다.
- 맥스의 팬들이 방청석에서 환호하는 장면이 추가되었으며 재판장이 맥스의 본명에 당황하는 장면이 삭제되는 동시에 토미가 증언하기 전에 하는 신세 한탄이 잘렸다.
- 원작에서는 메모가 '살인자에게 고한다' 부분이 게시판에 남아 있었지만, 애니에서는 끄트머리만 남아있었다.
- '살인자에게 고한다' 메모가 단장의 옷의 주머니가 아니라 휴지통에서 발견되었다.
- 나루호도가 복화술사 벤(과 리로)의 증언을 전날 현장에서 격파했기 때문에, 첫째날 법정에서는 피에로 토미만이 증언대에 섰다.
- 토미가 반년 전의 사건을 이야기하는 장소가 식당에서 무대로 변경되었다.
- 나루호도가 사건 설명을 서커스 멤버들과 함께 법정에서 마술로 증명한다. 이에 따라 아크로 심문 파트가 빨리 전개되었다.
- 원작에서는 흉기였던 아크로가 숨긴 맥스의 흉상이 공개되지 않았으나, 애니메이션에서는 맥스의 흉상이 공개되었다.
- 마요이가 나루호도 변호인에게 이토노코 형사의 전언을 상기시키는 장면이 나온 후에 생각 루트스러운 사건 연상 과정이 묘사되었다.
- "결국 당신도 피해자였군요"라는 말을 재판장 대신 나루호도가 한다. 그리고 원작에서는 "그저 살인범입니다. 저는.." 이후에 맥스에게 사과를 하나 애니메이션에서는 하지 않았다.
- 아크로가 법정에서 나가기 전 미리카가 직접 붙잡고 사과하며, 옆에서 토미가 왜 아크로가 자수하지 않았는지도 말해준다. 그리고 미리카는 바트를 돌보겠다는 말도 한다.
- 토미가 새로 단장이 됨을 알리는 곳과, 맥스가 토미를 단장으로 인정하고 서커스에 복귀하는 곳이 법정 대신 서커스 공연장이 되었다. 이에 따라 나루호도와 마요이가 재판 후 서커스를 관람하면서 이 광경을 직접 보게 되었다.

제7화 <안녕히, 역전>
- 오오사와기 나츠미 대신 야하리 마사시가 기자로 나온다.
- 이토노코 형사가 해고당하지 않아 이와 관련된 개그씬이 없다.
- 이야기의 간명한 진행을 위해 미츠루기 레이지가 탐정 편에서 등장하지 않는다.
- 카루마 메이가 검사국에서 나오다 총을 맞는 장면이 직접 나온다.
- 후지미노 이사오의 대기실에 있는 사인은 영어판 기준으로 되어 있다.
- 곰인형의 비밀을 알아낼 때 금속탐지기를 사용하지 않으며 대신 이토노코 형사가 전선에 걸려 넘어지면서 밝혀진다(...).
- 나루호도가 오오토로에게 곰인형에 설치된 도촬 카메라에 대해서 추궁하자 '나'하고 상담해본다는 말을 생략하고 큭큭대면서 본색을 드러낸다, 이 때 애니메이션에 전혀 언급되지 않던 사이코 록이 순식간에 모든 록이 풀리는 것으로 표현된다.
- 니보시 사부로가 증인으로 서지 않기에 증언 과정에서의 개그씬 대부분이 날아갔다
- 미츠루기가 나루호도를 검사국으로 데려와 차를 대접해주는 장면이 추가되었다.
- 아마노 유리에의 성이 카미야 유리에로 바뀌었다. 이에 따라 카미야 키리오의 친언니로 나온다.
- 곰인형의 비밀을 풀 때 퍼즐을 풀지 않고 버튼 하나만 누르면 되는 것으로 설정이 변경되어 나온다.
- 유리에의 유서가 후지미노 이사오에 의해 조작된 것이 아닌 유리에 본인의 필적으로 나온다.
- 원작에서는 카루마 메이가 유류품을 이토노코의 코트에 싸서 가져오지만 애니에서는 메이가 이토노코의 코트를 입고 오른팔에 깁스를 한채 온다.
- 군더더기 없는 진행을 위해 카루마 메이가 내놓는 유류품 중 권총과 호텔 보이 제복이 사라졌다.
- 사건 현장을 도촬한 테이프가 역전의 레시피에 나오는 '클리닝 봄버'의 CD와 비슷하게 생긴 비디오 디스크로 바뀌어 있다. 나루호도는 코로시야에게 이 동영상을 꼭 봐야 할 것이라며, 직접 코로시야의 살해 동영상을 랩탑을 이용해 보여준 후, 오오토로가 당신의 약점을 잡기 위해 기록한 것이라고 설명한다.
- 최후에 오오토로의 처분을 결정할 때 나루호도는 무죄를 선택한다. 그리고 무죄든 아니든 넌 끝이라는 말을 치히로 대신 나루호도가 한다.
- 코로시야의 살인예고를 들은 오오토로가 얼굴을 할퀴면서 절규한 이후, 재판장이 판결을 내리기 전에 나가면 죽는다면서 자기 죄를 전부 자백한 뒤 제발 유죄로 만들어달라고 재판장에게 무릎을 꿇고 비는 장면이 추가된다.
- 오오토로가 카루마 메이에게 끌려가 채찍질 풀코스를 맛보는 대신, 원작의 게임오버 장면처럼 재판장이 유죄판결을 내린다. 판결 후 다른 에피소드의 무죄판결을 내릴 때처럼 판결 후 색종이와 함께 환호성이 울려퍼지는 것이 다른 점.
- 재판 후 만찬 장소가 반도 호텔에서 나루호도 사무실로 변경되었다. 볼모로 잡힌 동안 먹고 싶었던 음식들이 등장하며 만찬에서 미츠루기, 나츠미, 니보시가 불참했다. 이에 따라 나루호도가 미츠루기가 카루마를 만나러 가는 걸 알고 채찍을 넘겨주는 것도 생략되었는데, 메이가 버리고 간 채찍은 미츠루기가 직접 주워서 직접 전해주었다.
- 스즈키 마코, 타치미 서커스, 아줌마, 키리오, 코로시야 등 여러 인물들의 후일담이 모조리 생략되으며 엔딩장면은 역전재판 1과 역전재판 2의 스토리를 통합한 영향인지 역전재판 1의 엔딩 장면으로 장식되었다.

## 등장인물

### 주요 인물
나루호도 류이치(成歩堂龍一 나루호도 류이치[*])
목소리 - 카지 유우키 / 정재헌
이 작품의 주인공이며 날카롭게 뾰족한 머리 모양과 파란 슈트가 트레이드마크인 신참 변호사.
아야사토 마요이(綾里真宵 아야사토 마요이[*])
목소리 - 유키 아오이 / 김하영
풋내기 영매사이며 나루호도의 조수. 치히로의 여동생. 제2화에서 첫 등장. 제2화에서 피고인이 되며 나루호도가 변호를 맡는다.
미츠루기 레이지(御剣怜侍 미쓰루기 레이지[*])
목소리 - 타마키 마사시 / 구자형
검사. 나루호도, 야하리와 동창. 제2화에서 처음 등장하며 이후 나루호도의 라이벌이 된다.
아야사토 치히로(綾里千尋 아야사토 지히로[*])
목소리 - 나카무라 치에 / 이미나
변호사. 나루호도가 소속되어 있는 ‘아야사토 법률 사무소’의 소장이며 나루호도의 상사. 마요이의 언니. 제2화에서 살해당한다.
이토노코기리 케이스케(糸鋸圭介 이토노코기리 게이스케[*])
목소리 - 이와사키 마사미 / 최낙윤
형사. 흔히 ‘이토노코’라고 불리며 말끝에 ‘-ㅁ다’를 붙인다. 살인 사건의 초동 수사를 한다. 제2화에서 첫 등장.
야하리 마사시(矢張政志 야하리 마사시[*])
목소리 - 나라 토오루 / 황창영
나루호도와 미츠루기와는 초등학교 때부터 가까이 지낸 친구이며 나루호도 최초의 의뢰인이다.
카루마 메이(狩魔冥 가루마 메이[*])
목소리 - 유미바 사오리 / 양정화
검사. 카루마 고우의 딸로 제14화에서 처음 등장하며 이후 미츠루기와 나루호도의 라이벌이 된다.
아야사토 하루미(綾里春美 아야사토 하루미[*])
목소리 - 쿠노 마사키 / 조경이
야야사토 키미코의 언니인 아야사토 키미코의 딸로 아야사토 치히로와 아야사토 마요이의 사촌동생이다.
재판장(裁判長 사이반초[*])
목소리 - 히우라 벤 / 탁원제
지방 재판소의 재판장. 사건을 공정하게 판단하는 판단력 하나는 출중한 인물.
중요한 국면이 찾아오면 무엇에도 흔들리지 않는 뚝심을 발휘하며, 최종 판결도 항상 옳은 방향으로 내린다.
아우치 타케후미(亜内武文 아우치 다케후미[*])
목소리 - 요코지마 와타루 / 김현욱
검사. 제1화의 담당 검사로 나루호도와 대치한다.

### 시즌1 등장인물

#### 제1화 〈첫 번째 역전〉
타카비 미카(高日美佳 다카비 미카[*])
목소리 - 나카무라 치에 / 이새아
피해자. 야하리의 애인이었지만 재판에서 다른 남성과 바람피우고 있다는 것이 판명되었다.
야마노 호시오(山野星雄 야마노 호시오[*])
목소리 - 타카하시 신야 / 박서진
진범. 빈집털이 상습범으로 신문 권유를 하면서 빈 집을 노렸다. 검찰 측 증인 겸 목격자로 출정하여 야하리에게 죄를 씌우려고 하였다.

#### 제2~4화 〈역전 자매〉
호시카게 소라노스케(星影宇宙ノ介 호시카게 소라노스케[*])
목소리 - 스기사키 료 / 유해무
변호사. ‘호시카게 법률 사무소’의 소장으로 치히로의 상사. ‘크흑’이라고 특이한 어미를 붙인다.
코나카 마사루(小中大 코나카 마사루[*])
목소리 - 테즈카 히로미치 / 이재범
‘주식회사 코나컬처’의 사장. 많은 분야에서 큰 영향력을 미친다. 영어가 섞인 말투가 특징이며 여성에게는 ‘미스’, 남성에게는 ‘미스터’라고 부른다.
쇼치쿠 우메요(松竹梅世 쇼치쿠 우메요[*])
목소리 - 혼다 마리코 / 송하림
사건 목격자이며 검찰 측 증인. 미모로 법정에 있는 남성을 홀린다.
보이 (ボーイ 보이[*])
반도 호텔의 보이장. 본명은 불명.

#### 제5~7화 〈역전의 토노사맨〉
니보시 사부로(荷星三郎 니보시 사부로[*])
목소리 - 야마모토 쇼타 / 시영준
피고인. 〈오에도전사 토노사맨〉의 주역. 얼굴이 험악하고 덩치가 크지만 마음 상냥한 성격.
이부쿠로 타케시(衣袋武志 이부쿠로 다케시[*])
목소리 - 불명
피해자. 〈오에도전사 토노사맨〉에서는 악역인 아쿠다이칸 역을 맡는다. 과거에는 일류 스타였다.
오오바 카오루(大場カオル 오오바 카오루[*])
목소리 - 스기모토 유우 / 김옥경
활영소의 경비원을 맡고 있는 중년 여성. 통칭 「할머니」. 죽게 된 이부쿠로의 광팬으로, 니보시를 라이벌로 여기고 있다.
마미야 유미코(間宮由美子 마미야 유미코[*])
목소리 - 불명
에이토 촬영소에서 대도구와 소도구를 담당하는 아르바이트 스태프.
오오타키 큐타(大滝九太 오오타키 큐타[*])
목소리 - 이시가미 시즈카 / 장예나
〈오에도전사 토노사맨〉의 팬인 초등학생 소년.
우자이 타쿠야(宇在拓也 우자이 다쿠야[*])
목소리 - 니시노 마사토 / 박요한
〈오에도전사 토노사맨〉의 감독. 오타쿠풍의 남성.
히메가미 사쿠라(姫神サクラ 히메가미 사쿠라[*])
목소리 - 히노 유리카 / 차명화
〈오에도전사 토노사맨〉의 프로듀서. 담뱃대를 애용한다.

#### 제8~12화 〈역전, 그리고 안녕〉
나마쿠라 유키오(生倉雪夫 나마쿠라 유키오[*])
목소리 - 불명
피해자. 변호사. 호시카게법률사무소 출신.
하이네 코타로(灰根高太郎 하이네 코타로[*])
목소리 - 하스 타케히로 / 온영삼
원래 법정담당관. 「DL6호 사건」의 피고인.
나루호도, 미츠루기와 동창. 제1화에서 피고인이 되며 나루호도가 변호를 맡는다.
오오사와기 나츠미(大沢木ナツミ 오오사와기 나쓰미[*])
목소리 - 타카기 레이코 / 서유리
목격자. 자칭 「대학의 연구생」의 카메라맨. 오사카 사투리와 아프로 헤어가 특징.
카루마 고우(狩魔豪 가루마 고[*])
목소리 - 오오츠카 치카오 / 김환진
미츠루기 검사의 스승이자 카루마 메이의 아버지. 40년 무패 신화의 주인공이다.
미츠루기 신(御剣信 미쓰루기 신[*])
목소리 - 와타누키 류노스케 / 박요한
변호사. 「DL6호 사건」의 피해자로, 레이지의 아버지.
아야사토 마이코(綾里舞子 야마사토 마이코[*])
목소리 - 나카무라 카오리 / 윤은서
마요이와 치히로의 어머니.

#### 제14~17화 〈재회, 그리고 역전〉
키리사키 테츠로(霧崎哲郎 키리사키 테츠로[*])
목소리 - 노사카 나오야 / 신경선
의뢰인 겸 피해자. 키리사키 외과의원의 원장이다. 1년 전 병원 간호사가 14명의 사망자를 내며 투약 사고를 내고 2주 만에 사고로 사망하자 간호사의 여동생과 상담하여 투약 사고는 자신의 과실이 아니라 간호사의 실수로 일어난 사고라고 서약을 받아내기 위해 쿠라인 마을의 영매도를 방문하게 되었다.
아야사토 키미코(綾里キミ子 아야사토 키미코[*])
목소리 - 츠가와 슈쿠코 / 김나율
쿠라인류 영매도의 영매사. 지금은 자리를 비운 가원인 아야사토 마이코의 언니이며 아야사토 하루미의 어머니이다.
하나카 노도카(葉中のどか 하나카 노도카[*])
목소리 - 사사모토 나츠에 / 장미
키리사키가 살해당한 뒤 기다림의 방에서 만난 여성. 사건 당시 메밀 알레르기 때문에 사랑방에서 쉬고 있었다고.
이전에 언니가 사망하는 사고 당시 그녀도 함께 사고를 당했는데, 그 때 전신에 심한 화상을 입어 성형수술을 받았다.
대학에서 초심리학, 즉 오컬트를 전공하고 있으며, 키리사키 테츠로에게 쿠라인류 영매도에 대해 알려준 장본인이기도 하다.
하나카 미미(葉中未実 하나카 미미[*])
하나카 노도카의 언니이자 키리사키 외과의원의 간호사. 1년 전 14명의 사망자를 만들어낸 투약 사고 2주 후 교통 사고로 사망했다.

#### 제18~20화 〈역전 서커스〉
타치미 나오토
목소리 - 사사 켄타 / 박태호
야마다 코헤이
목소리 - 하마조에 신야 / 이기성
토미타 마츠오
목소리 - 우치다 타케시 / 김현욱
키즈미 벤
목소리 - 후루카와 유타카 / 박요한
타치미 리카
목소리 - 타이치 요우 / 문유정
키노시타 잇페이
목소리 - 불명
키노시타 다이사쿠
목소리 - 나카츠카사 타카유키 / 이동훈

#### 제21~24화 〈잘 있거라, 역전〉
오오토로 신고(王都楼真悟 오우토로 싱고[*])
목소리 - 타쿠미 야스아키 /  김현욱
피고인. 피해자인 후지미노 이사오와 사이가 좋지 않다고 알려져 있다.
후지미노 이사오(藤見野イサオ 후지미노 이사오[*])
목소리 - 불명
피해자. 피고인인 오오토로 신고와는 사이가 좋지 않다고 알려져 있다.
카미야 키리오(華宮霧緒 가미야 키리오[*])
목소리 - 아사이 아야카 / 윤은서
목격자. 오오토로의 매니저. 안경을 착용한 지적인 느낌의 여성이다.
카미야 유리에(華宮由利恵 가미야 유리에[*])
사망한 카미야 키리오의 언니. 생전에는 후지미노 이사오의 매니저였다.
타나카 타로(田中太郎 다나카 타로[*])
목소리 - 요코지마 와타루 / 홍승표
피고인 오오토로의 집사. 다만 본작 내에서는 '다나카 타로'라는 호칭은 쓰이지 않는다.
코로시야 사자에몬(虎狼死家左々右エ門 고로시야 사자에몬[*])
목소리 - 요코지마 와타루 / 홍승표
전문적 암살자. '코로시야'라는 아호는 100년 전부터 3대째 전통적으로 쓰이는 습명이다.

## 스태프
|                     | Season1                          | Season2                          |
| ------------------- | -------------------------------- | -------------------------------- |
| 원작                | CAPCOM                           | CAPCOM                           |
| 원작 감수           | 타쿠미 슈, 에시로 모토히데(캡콤) | 타쿠미 슈, 에시로 모토히데(캡콤) |
| 기획 치프 프로듀서  | 키쿠카와 타케시                  | 나가이 코지                      |
| 기획 치프 프로듀서  | 오치코시 토모노리                | -                                |
| 프로듀서            | 나가이 코지, 미야케 마사노리     | 佐藤成俊                         |
| 감독                | 와타나베 아유무                  | 와타나베 아유무                  |
| 조감독              | -                                | 이마이 유키코                    |
| 시리즈 구성         | 토미오카 아츠히로                | 토미오카 아츠히로                |
| 캐릭터 디자인       | 오오타 케이코                    | 오오타 케이코                    |
| 캐릭터 디자인       | 와타나베 코지                    | -                                |
| 프롭 디자인         | 사사키 마모루, 쿠바라 요코       | 타나카 마사키                    |
| 미술 설정           | 오오히라 츠카사                  | 우스이 히사요                    |
| 미술 감독           | 이와세 에이지                    | 우스이 히사요                    |
| 색채 설계           | 나카오 후사코                    | 나카오 후사코                    |
| 촬영 감독           | 시미즈 아야카                    | 시미즈 아야카                    |
| CG 디렉터           | 후쿠다 아키라                    | 나스 신지                        |
| 편집                | 고토 마사히로                    | 고토 마사히로                    |
| 음향 감독           | 코바야시 카츠요시                | 코이즈미 키스케                  |
| 음악                | 와다 카오루                      | 와다 카오루                      |
| 음악 제작           | 애니플렉스                       | 애니플렉스                       |
| 애니메이션 프로듀서 | 소토자키 마코토                  | 츠지 슌이치                      |
| 애니메이션 제작     | A-1 Pictures                     | CloverWorks                      |
| 제작                | ytv                              | ytv                              |
| 제작                | A-1 Pictures                     | CloverWorks                      |

## 주제가

### 여는 곡
Seoson 1 오프닝 곡 1 「역전 Winner」(逆転Winner)
작사 - 마츠이 고로 / 작곡 - 이와사키 타카후미 / 편곡 - 춋카쿠 / 노래 - 자니스 웨스트(자니스 엔터테인먼트）
Seoson 1 오프닝 곡 2 「인생은 멋져라」(人生は素晴らしい)
작사 - mildsalt / 작곡 - 이와사키 타카후미 /  편곡  - 미즈시마 야스나카 / 노래 - 자니스 웨스트(자니스 엔터테인먼트）
Seoson 2 오프닝 곡 1 「Never Lose」
작사 - MiNE/Komei Kobayashi / 작곡 - FURUTA ＆ Dr. Lilcom / 편곡 - 쿠보타 신고, 야마시타 토모히사 / 노래 - 야마시타 토모히사
Seoson 2 오프닝 곡 1 「Reason」
작사 - JUN/WAKE, Tomohisa Yamashita / 작곡 - UTA/JUN / 편곡 - UTA for TinyVoice, Production / 노래 - 야마시타 토모히사

### 닫는 곡
Seoson 1 엔딩 곡 2 「메시지」(Message)
작사 - 신비, 타마이 켄지, 야스다 레이 / 작곡 - 나루세 유스케, 타마이 켄지 / 편곡 - 타마이 켄지, 츠리 슌스케 / 노래 - 야스다 레이
Seoson 1 엔딩 곡 2 「순애 카오스」(純愛カオス)
작사 - 마츠이 고로 / 작곡 및 편곡 - 와타나베 토오루 / 노래 - 도쿄 퍼포먼스 돌
Seoson 2 엔딩 곡 1 「스타팅 블루」(スターティングブルー)
작사 - 미야지마 준코 / 작곡 및 편곡 - 우타마루 유키 / 노래 - halca
Seoson 2 엔딩 곡 2 「ビューティフルデイズ」(ビューティフルデイズ)
작사 - 안뉴, 오바타 야스히로 / 작곡 - 안뉴 / 편곡 - 오바타 야스히로 / 노래 - 코알라 모드.

## 각 화 목록
| 화수     | 방송일          | 부제                                                        | 각본              | 그림 콘티                                                     | 연출                            | 작화 감독 | 총작화 감독                                 | 원작                 |
| Seoson 1 | Seoson 1        | Seoson 1                                                    | Seoson 1          | Seoson 1                                                      | Seoson 1                        | Seoson 1 | Seoson 1                                    | Seoson 1             |
| -------- | --------------- | ----------------------------------------------------------- | ----------------- | ------------------------------------------------------------- | ------------------------------- | --- | ------------------------------------------- | -------------------- |
| 제1화    | 2016년 4월 2일  | はじめての逆転첫 번째 역전                                  | 토미오카 아츠히로 | 와타나베 아유무                                               | 이마이 유키코                   | 타치카와 세이지 노노시타 이오리 아미 슈지로 에치고 미츠타카 나카지마 유리 쿠하라 요코                                                                                             | 오오타 케이코 와타나베 코지                 | 《역전재판》 제1화   |
| 제2화    | 4월 9일         | 逆転姉妹 1st Trial역전 자매 1st Trial                       | 아미야 마사하루   | 우치다 신고                                                   | 우치다 신고                     | 타카사키 미사토 시미즈 유스케 | 오오타 케이코 와타나베 코지                 | 《역전재판》 제2화   |
| 제3화    | 4월 16일        | 逆転姉妹 2nd Trial역전 자매 2nd Trial                       | 아미야 마사하루   | 미카미 요시코                                                 | 미카미 요시코                   | 이즈미 히로요 후지와라 히로키 | 오오타 케이코 와타나베 코지                 | 《역전재판》 제2화   |
| 제4화    | 4월 23일        | 逆転姉妹 Last Trial역전 자매 Last Trial                     | 아미야 마사하루   | 사가 사토시                                                   | 사가 사토시                     | 타치카와 세이지 노노시타 이오리 아미 슈지로 에치고 미츠타카 쿠하라 요코 마츠바라 에이스케 오오타 케이코                                                                           | 오오타 케이코 와타나베 코지                 | 《역전재판》 제2화   |
| 제5화    | 4월 30일        | 逆転のトノサマン 1st Trial역전의 토노사맨 1st Trial         | 히사오 아유무     | 이마이 유키코                                                 | 이마이 유키코                   | 쿠리하라 유우 나카지마 유리 타카하시 미치코 | 오오타 케이코 와타나베 코지                 | 《역전재판》 제3화   |
| 제6화    | 5월 7일         | 逆転のトノサマン 2nd Trial역전의 토노사맨 2nd Trial         | 히사오 아유무     | 사사키 마모루                                                 | 사토 키요미츠                   | 사카이 타카히로 | 오오타 케이코 와타나베 코지                 | 《역전재판》 제3화   |
| 제7화    | 5월 14일        | 逆転のトノサマン 3rd Trial역전의 토노사맨 3rd Trial         | 히사오 아유무     | 에자키 신페이                                                 | 카네코 신고                     | 야마시타 요시미츠 엔도 다이스케 | 오오타 케이코 와타나베 코지                 | 《역전재판》 제3화   |
| 제8화    | 5월 21일        | 逆転、そしてサヨナラ 1st Trial역전, 그리고 안녕 1st Trial   | 코야마 슈이치     | 오자키 타카하루                                               | 오자키 타카하루                 | 시미즈 유스케 타카사키 미사토 미츠이 아사미 | 오오타 케이코 와타나베 코지                 | 《역전재판》 제4화   |
| 제9화    | 5월 28일        | 逆転、そしてサヨナラ 2nd Trial역전, 그리고 안녕 2nd Trial   | 코야마 슈이치     | 시무라 히로아키                                               | 야마우치 토키오                 | 미우라 하루키 모리 에츠히토 아오키 마리코 | 오오타 케이코 와타나베 코지                 | 《역전재판》 제4화   |
| 제10화   | 6월 4일         | 逆転、そしてサヨナラ 3rd Trial역전, 그리고 안녕 3rd Trial   | 코야마 슈이치     | 사사키 마모루                                                 | 코우노 아야코                   | 이누즈카 마사히코 | 오오타 케이코 와타나베 코지 후지와라 히로키 | 《역전재판》 제4화   |
| 제11화   | 6월 11일        | 逆転、そしてサヨナラ 4th Trial역전, 그리고 안녕 4th Trial   | 코야마 슈이치     | 시무라 히로아키                                               | 마루야마 유스케                 | 아미 슈지로 마츠바라 에이스케 이즈미 히로요 오오타 케이코 와타나베 코지 |                                             | 《역전재판》 제4화   |
| 제12화   | 6월 18일        | 逆転、そしてサヨナラ Last Trial역전, 그리고 안녕 Last Trial | 코야마 슈이치     | 토코로 토모카즈                                               | 와다 타카아키 이바타 요시히데   | 타카하시 미치코 시미즈 유스케 노노시타 이오리 쿠리하라 유우 | 타치카와 세이지                             | 《역전재판》 제4화   |
| 제13화   | 2016년 6월 25일 | 逆転の約束역전의 약속                                       | 토미오카 아츠히로 | 와타나베 아유무 우치다 신고                                   | 코사야                          | 후지와라 히로키 나카지마 유리 쿠리하라 유우 하기오 케이타 야스도메 마사야 시가 미치노리 카지우라 신이치로 혼다 미유키 마츠바라 에이스케 오오츠카 야에                             | 와타나베 코지                               | 애니메이션 오리지널  |
| 제14화   | 7월 9일         | 再会、そして逆転 1st Trial재회, 그리고 역전 1st Trial       | 효도 카즈호       | 사사키 마모루                                                 | 후카세 시게                     | 카도 토모아키 | 와타나베 코지                               | 《역전재판 2》 제2화 |
| 제15화   | 7월 16일        | 再会、そして逆転 2nd Trial재회, 그리고 역전 2nd Trial       | 효도 카즈호       | 이마이 유키코                                                 | 이마이 유키코                   | 사네후지 하루카 부사 유키코 이누즈카 마사히코 | 후지와라 히로키                             | 《역전재판 2》 제2화 |
| 제16화   | 7월 23일        | 再会、そして逆転 3rd Trial재회, 그리고 역전 3rd Trial       | 효도 카즈호       | 시마자키 나나코                                               | 시마자키 나나코                 | 이즈미 히로요 시미즈 유스케 | 타치카와 세이지                             | 《역전재판 2》 제2화 |
| 제17화   | 7월 30일        | 再会、そして逆転 Last Trial재회, 그리고 역전 Last Trial     | 효도 카즈호       | 이타이 히로키                                                 | 카네코 신고                     | 사사키 무츠미 | 와타나베 코지                               | 《역전재판 2》 제2화 |
| 제18화   | 8월 6일         | 逆転サーカス 1st Trial역전 서커스 1st Trial                 | 토미타 요리코     | 시무라 히로아키 와타나베 아유무                               | 마루야마 유스케                 | 이누즈카 마사히코 사네후지 하루카 부사 유키코 사이토 카오리 | 후지와라 히로키                             | 《역전재판 2》 제3화 |
| 제19화   | 8월 13일        | 逆転サーカス 2nd Trial역전 서커스 2nd Trial                 | 토미타 요리코     | 토코로 토모카즈                                               | 히시카와 나오키                 | 아미 슈지로 시미즈 유스케 쿠리하라 유우 | 타치카와 세이지                             | 《역전재판 2》 제3화 |
| 제20화   | 8월 20일        | 逆転サーカス Last Trial역전 서커스 Last Trial               | 토미타 요리코     | 토코로 토모카즈                                               | 이바타 요시히데                 | 이즈미 히로요 나카지마 유리 마츠바라 에이스케 타치카와 세이지 아미 슈지로 쿠리하라 유우                                                                                           | 와타나베 코지                               | 《역전재판 2》 제3화 |
| 제21화   | 9월 3일         | さらば、逆転 1st Trial잘 있거라, 역전 1st Trial             | 토미오카 아츠히로 | 시무라 히로아키                                               | 시마자키 나나코                 | 이누즈카 마사히코 부사 유키코 사네후지 하루카 사이토 카오리 | 타치카와 세이지                             | 《역전재판 2》 제4화 |
| 제22화   | 9월 10일        | さらば、逆転 2nd Trial잘 있거라, 역전 2nd Trial             | 토미오카 아츠히로 | 오자키 타카하루                                               | 오자키 타카하루                 | 타카하시 미치코 마츠바라 에이스케 이즈미 히로요 사나다 시즈에 타치카와 세이지 쿠리하라 유우 나카지마 유리                                                                         | 와타나베 코지                               | 《역전재판 2》 제4화 |
| 제23화   | 9월 17일        | さらば、逆転 3rd Trial잘 있거라, 역전 3rd Trial             | 토미오카 아츠히로 | 이마이 유키코                                                 | 이마이 유키코                   | 후지와라 히로키 코바시 히로유키 아미 슈지로 | 후지와라 히로키                             | 《역전재판 2》 제4화 |
| 제24화   | 9월 24일        | さらば、逆転 Last Trial잘 있거라, 역전 Last Trial           | 토미오카 아츠히로 | 와타나베 아유뮤                                               | 후카세 시게                     | 오오타 케이코 와타나베 코지 타치카와 세이지 사사키 마모루 이즈미 히로요 나카지마 유리 마츠바라 에이스케 쿠리하라 유우 쿠하라 요코                                                 | 오오타 케이코                               | 《역전재판 2》 제4화 |
| Seoson 2 |                 |                                                             |                   |                                                               |                                 | |                                             |                      |
| 제1화    | 2018년 10월 6일 | 失われた逆転사라진 역전                                     | 토미오카 아츠히로 | 와타나베 아유무                                               | 이마이 유키코                   | 코이즈미 하츠에 코마루 토시유키 사노 타카오 | 오오타 케이코                               | 《역전재판 2》 제1화 |
| 제2화    | 10월 13일       | 盗まれた逆転 -1st Trial-도둑맞은 역전 -1st Trial-           | 이시바시 다이스케 | 이마이 유키코                                                 | 타카다 마사토요 이마이 유키코   | 카와이 타쿠야 코마루 토시유키 | 코마루 토시유키                             | 《역전재판 3》 제2화 |
| 제3화    | 10월 20일       | 盗まれた逆転 -2nd Trial-도둑맞은 역전 -2nd Trial-           | 이시바시 다이스케 | 이시오도리 히로시                                             | 후카세 시게루                   | 사노 타카오 타카하시 미치코 카와이 타쿠야 | -                                           | 《역전재판 3》 제2화 |
| 제4화    | 10월 27일       | 盗まれた逆転 -3rd Trial-도둑맞은 역전 -3rd Trial-           | 이시바시 다이스케 | 와다 타카아키                                                 | 와다 타카아키                   | 혼다 미유키 혼다 에미 | 코마루 토시유키                             | 《역전재판 3》 제2화 |
| 제5화    | 11월 3일        | 盗まれた逆転 -Last Trial-도둑맞은 역전 -Last Trial-         | 이시바시 다이스케 | 타카하시 토모야                                               | 후카세 시게루                   | 히라노 쇼 타카하시 히로후미 나가카와 카오루 타니구치 시게노리 이마이즈미 류타 마스다 토시히코 모리야 하루키 하시모토 카츠미 와타나베 잇페이타 코모토 카호                         | 사노 타카오                                 | 《역전재판 3》 제2화 |
| 제6화    | 11월 10일       | 届け逆転のメロディ닿아라 역전의 멜로디                      | 아베 사야카       | 이마이 유키코                                                 | 타카하시 켄지                   | 카와이 타쿠야 코다마 료 시미즈 유스케 혼다 에미 코이즈미 하츠에 | 오오타 케이코                               | 애니메이션 오리지널  |
| 제7화    | 11월 17일       | 逆転のレシピ -1st Trial-역전의 레시피 -1st Trial-           | 이시바시 다이스케 | 사야마 키요코                                                 | 오카모토 에리카                 | 스즈키 아야노 카라타니 아야코 타케모토 미키 미츠와카 타카요 오오모리 리에 사이토 케이코 코마루 토시유키                                                                           | 코마루 토시유키                             | 《역전재판 3》 제3화 |
| 제8화    | 11월 24일       | 逆転のレシピ -2nd Trial-역전의 레시피 -2nd Trial-           | 이시바시 다이스케 | 토미타 히로아키                                               | 후카세 시게루 우에다 신이치로   | 김희강 김대훈 인태선 권용상 서순영 | 와타나베 코지                               | 《역전재판 3》 제3화 |
| 제9화    | 12월 1일        | 逆転のレシピ -Last Trial-역전의 레시피 -Last Trial-         | 호죠 치나츠       | 시무라 히로아키                                               | 야마구치 요리후사               | 요시다 유코 오오츠카 야에 미즈타니 유이치로 마츠바라 에이스케 시미즈 유스케 | 코마루 토시유키                             | 《역전재판 3》 제3화 |
| 제10화   | 12월 8일        | 逆転特急、北へ -1st Trial-역전특급, 북으로 -1st Trial-      | 토미오카 아츠히로 | 토미타 히로아키                                               | 와다 타카아키                   | 와타나베 코지 코이즈미 하츠에 카와이 타쿠야 혼다 미유키 오오츠카 야에 코다마 료                                                                                                   | 와타나베 코지                               | 애니메이션 오리지널  |
| 제11화   | 12월 15일       | 逆転特急、北へ -2nd Trial-역전특급, 북으로 -2nd Trial-      | 토미오카 아츠히로 | 오오하시 요시미츠                                             | 코노 아야코                     | 코마루 토시유키 나카쿠마 타이치 시미즈 유스케 나카지마 유리 이시다 카즈마사 | 코마루 토시유키                             | 애니메이션 오리지널  |
| 제12화   | 12월 22일       | 逆転特急、北へ -Last Trial-역전특급, 북으로 -Last Trial-    | 토미오카 아츠히로 | 코노 아야코 시무라 히로아키                                   | 타카하시 켄지 야마구치 요리후사 | 코이즈미 하츠에 毛応星 神山英吏 나카지마 유리 혼다 미유키 시미즈 유스케 코다마 료 카와이 타쿠야 張昀                                                                              | 오오타 케이코 와타나베 코지                 | 애니메이션 오리지널  |
| 제13화   | 2019년 1월 19일 | 思い出の逆転추억 속의 역전                                  | 후지타 신조       | 와타나베 아유무 이마이 유키코 스가누마 에이지 카쿠치 타쿠다이 | 우에다 신이치로 후카세 시게루   | 김희강 김대훈 서순영 인태선 조용주 권용상 고대희 고대은 | 코마루 토시유키 와타나베 코지               | 《역전재판 3》 제1화 |
| 제14화   | 1월 26일        | 逆転の潮騒が聞こえる역전의 파도소리가 들린다                | 아베 사야카       | 코노 아야코                                                   | 코노 아야코                     | 코다마 료 타카무라 카오리 아리가 히로미 나카지마 유리 마츠바라 에이스케 나카쿠마 타이치 혼다 미유키                                                                               | 오오타 케이코                               | 애니메이션 오리지널  |
| 제15화   | 2월 2일         | 始まりの逆転 -1st Trial-시작의 역전 -1st Trial-             | 효도 카즈호       | 카쿠치 타쿠다이                                               | 카쿠치 타쿠다이                 | 야스도메 마사야 오오츠카 야에 이즈미 미사코 오오츠키 치에 이토 토모코 오가와 마이 후지사와 토시유키 시미즈 유스케 카와이 타쿠야                                                   | 와타나베 코지                               | 《역전재판 3》 제4화 |
| 제16화   | 2월 9일         | 始まりの逆転 -Last Trial-시작의 역전 -Last Trial-           | 효도 카즈호       | 이마이 유키코                                                 | 이후쿠 카쿠시                   | 코스게 카즈히사 하마츠 타케히로 오쿠타니 슈코 히다카 마유미 모리 에츠히토 하야시 타카요시 마츠바라 카즈유키                                                                       | 코마루 토시유키                             | 《역전재판 3》 제4화 |
| 제17화   | 2월 16일        | 華麗なる逆転 -1st Trial-화려한 역전 -1st Trial-             | 타케다 유이치로   | 와타나베 아유무 토미타 히로아키                               | 타카하시 켄지 무라타 나오키     | 카와구치 치사토 카와이 타쿠야 마츠바라 에이스케 毛応星 타카무라 카오리 張昀 코다마 료 오오츠카 야에 나카쿠마 타이치                                                               | 오오타 케이코                               | 《역전재판 3》 제5화 |
| 제18화   | 2월 23일        | 華麗なる逆転 -2nd Trial-화려한 역전 -2nd Trial-             | 타케다 유이치로   | 오오하시 카즈키                                               | 오오하시 카즈키                 | 카와이 타쿠야 키무라 쿠니히코 하기오 케이타 카메다 토모유키 이즈미 미사코 나카쿠마 타이치 시미즈 유스케 코다마 료 이토 토모코 혼다 미유키 오카자키 히로미                         | 와타나베 코지                               | 《역전재판 3》 제5화 |
| 제19화   | 3월 2일         | 華麗なる逆転 -3rd Trial-화려한 역전 -3rd Trial-             | 타케다 유이치로   | 우에다 신이치로                                               | 우에다 신이치로                 | 김희강 인태선 김대훈 서순영 권용상 | 코마루 토시유키                             | 《역전재판 3》 제5화 |
| 제20화   | 3월 9일         | 華麗なる逆転 -4th Trial-화려한 역전 -4th Trial-             | 타케다 유이치로   | 시무라 히로아키                                               | 코노 아야코 키타쿠보 히로유키   | 히사마츠 사키 사에키 나오미 코다마 료 시미즈 유스케 카와이 타쿠야 오오하라 히로시 타카무라 카오리                                                                                 | 오오타 케이코                               | 《역전재판 3》 제5화 |
| 제21화   | 3월 16일        | 華麗なる逆転 -5th Trial-화려한 역전 -5th Trial-             | 타케다 유이치로   | 카쿠치 타쿠다이                                               | 오오하시 카즈키 카쿠치 타쿠다이 | 오가와 마이 카와이 타쿠야 오카자키 히로미 코다마 료 張昀 오오츠카 야에 毛応星 이즈미 미사코 나카쿠마 타이치 이토 토모코 사쿠라이 타쿠로 이소코 시노부                             | 와타나베 코지                               | 《역전재판 3》 제5화 |
| 제22화   | 3월 23일        | 華麗なる逆転 -6th Trial-화려한 역전 -6th Trial-             | 타케다 유이치로   | 이마이 유키코                                                 | 이후쿠 카쿠시                   | 오가와 크리스 혼다 미유키 니시무라 모토히데 히다카 마유미 키무라 마아사 타카하시 타카코 니시카와 에나 후쿠다 히로키                                                               | 코마루 토시유키                             | 《역전재판 3》 제5화 |
| 제23화   | 3월 30일        | 華麗なる逆転 -Last Trial-화려한 역전 -Last Trial-           | 타케다 유이치로   | 와타나베 아유무                                               | 이마이 유키코                   | 코마루 토시유키 카와이 타쿠야 코다마 료 이토 토모코 혼다 미유키 나카쿠마 타이치 오카자키 히로미 시미즈 유스케 타카무라 카오리 키무라 쿠니히코 미즈타니 유이치로 마츠바라 에이스케 | 오오타 케이코 와타나베 코지 코마루 토시유키 | 《역전재판 3》 제5화 |

## BD / DVD
| 권    | 발매일           | 수록화          | 규격품번      | 규격품번      |
| 권    | 발매일           | 수록화          | BD 한정판     | DVD 한정판    |
| ----- | ---------------- | --------------- | ------------- | ------------- |
| Vol.1 | 2016년 8월 24일  | 제1화 - 제13화  | ANZX-12061〜4 | ANZB-12061〜4 |
| Vol.2 | 2016년 12월 21일 | 제14화 - 제24화 | ANZX-12065〜8 | ANZB-12065〜8 |

## 리얼 탈출 게임
스크랩이 주최하는 체험형 게임 이벤트 《리얼 탈출 게임》으로 만들어지는 것이 결정되었고 2016년 여름에 도쿄, 나고야, 오사카의 상설 스튜디오를 시작으로 전국 각지에서 개최되기로 하였다. 같은 해 4월 중순까지 정식 타이틀 및 내용과 3대 도시 이외에서의 순회 도시 수가 발표될 것이다.